# Христо Милев
Христо Милев (1867 г., с. Шипка – 1943 г., София) е български общественик, политик от Народнолибералната партия.

## Биография
Роден е в казанлъшкото село Шипка, днес град. Бил е следовател и съдия. По-късно секретар и околийски управител на Пловдивска община. Между 9 октомври и 3 декември 1903 г. е председател на тричленната комисия, а след това до 19 септември 1905 г. е кмет на града. На 19 септември 1905 г. е преназначен като окръжен управител на Стара Загора.

## Книги
- Избиването на четата на Хаджи Димитра и черти от живота на въстаниците (1886)
- Историко-географски атлас на България (1906 – 1907)